# Bal Harbour
Bal Harbour falu az USA Florida államában, Miami-Dade megyében. Lakosainak száma 3093 fő (2020. április 1.).

## Népesség
A település népességének változása:

| 2010 | 2 513 |
| 2020 | 3 093 |